# Jarry
Jarry – stacja metra w Montrealu, na linii pomarańczowa. Obsługiwana przez Société de transport de Montréal (STM). Znajduje się w dzielnicy Villeray–Saint-Michel–Parc-Extension.